# 쓰지 하쓰히코
쓰지 하쓰히코(일본어: 辻 発彦, 1958년 10월 24일 ~ )는 일본의 전 프로 야구 선수이자 야구 지도자, 야구 해설가·평론가이다. 사가현 오기시 출신이며 현역 시절 포지션은 내야수였다.
2루수로서 역대 최다인 8차례의 골든 글러브상을 수상한 경력을 갖고 있으며 2017년부터 2022년까지 사이타마 세이부 라이온스 감독을 역임했다.

## 인물

### 프로 입단 전
쓰지는 세이부의 전신인 니시테쓰 라이온스의 팬으로, 아버지가 운전하는 트럭으로 종종 사가에서 니시테쓰 홈구장인 후쿠오카의 헤이와다이 야구장에 관전하러 나갔다고 한다. 사가 시립 쇼에이 중학교를 졸업한 시점에 신장이 161cm로 작은 체구에 고등학교에서 한때는 경식 야구를 포기하려고 생각했지만 사가히가시 고등학교에서는 강한 열정으로 연습에만 전념했다. 1975년 추계 규슈 대회의 준준결승에 진출하지만 히타린코 고등학교(오이타현)에게 패했다.
신장은 182cm까지 성장하여 닛폰 통운에 입사한 뒤 우라와 사회인 야구부에서 활약했다. 높은 수준에 심적인 부담을 느꼈지만 얼마지나지 않아 팀의 중축타자로 기용됐고 수비에서는 3루수를 맡고 있었다. 1981년 도시 대항 야구 대회에서는 에이스 가토 마사지를 거느리고 출전했다. 팀은 준준결승에 진출했지만 도시바의 구로카미 요시히로의 호투에 막혀 패했다. 1982년 사회인 야구 일본 선수권 대회에서는 결승에 올랐지만 야마하 발동기의 스즈키 마사아키 등에게 막혀 팀은 탈락했다. 그러나 이 대회의 우수 선수로 선정되면서 타격상도 수상했다.
1983년 프로 야구 드래프트 회의에서 세이부 라이온스로부터 2순위 지명을 받고 입단했다. 드래프트 지명에 관한 경위에 대해서는 신체 능력이 높고, 1983년에 1년 간 40차례나 도루를 시도하여 실패한 적이 단 한 번도 없었던 주루 센스, 그리고 야구에 대한 열의를 평가했다고 네모토 리쿠오는 말하고 있다. 1983년 도시 대항 야구 대회에서의 1차전에서 닛폰 생명에게 패했지만 한 경기에서만 2루수 겸 1번 타자를 맡았고 이것을 본 스카우트로부터 대형 2루수로서 소질을 평가 받고 있었다. 사회인 시절에는 이렇다할 활약은 없었고 상위 지명에 대해 놀랍다는 반응도 있었다.

### 프로 야구 선수 시절

#### 세이부 라이온스 시절
입단 직후인 1984년, 메사에서의 춘계 스프링 캠프에서는 감독인 히로오카 다쓰로로부터 혹독한 펑고를 받고 수비를 단련받았다. 신인이면서도 41경기에 출전하여 그 가운데 29경기는 3루수, 4경기는 2루수였다. 오프에는 주전 2루수였던 야마자키 히로유키가 은퇴 선언했고, 유격수에게는 이시게 히로미치, 1루수에는 스티브 온티베로스(3루수 겸임)와 가타히라 신사쿠, 3루수에는 아키야마 고지가 있었기 때문에 팀 방침으로 쓰지는 2루수를 목표로 하게 됐다. 당시에 대해 히로오카가 스스로 글러브를 갖고 시범을 보였기 때문에 엄한 지적에도 반론할 수 없었다고 훗날 술회했다.
프로 2년째인 1985년에는 110경기에 출전하면서 그 중 90경기에서는 2루수를 맡았고 출전 기회는 크게 늘어났다. 세이부 라이온스 구장에서 열린 일본 시리즈 2차전에서 7회말 1사 주자 1, 3루 상황에서 스퀴즈 플레이를 감행했지만 한신 타이거스 1루수였던 랜디 바스의 파인플레이에 3루 주자 아키야마 고지가 홈에서 터치 아웃당했는데 쓰지는 이에 대해 “플라이를 우려했지만 좀더 강한 번트를 해야했다”라고 말했다. 시즌 종료 후인 11월 19일에 궈타이위안과 통역사와 동승하여 세이부 라이온스 구장에 연습하러 가던 도중 도코로자와 시내 한복판에서 추돌 사고를 당해 전치 1주의 부상(경추부염좌)을 당했지만 큰 부상으로 이어지지는 않았다.
1986년에는 2루수로서 전 경기에 출전하여 규정 타석(리그 13위, 타율 0.296)에도 도달했다. 처음으로 골든 글러브상과 베스트 나인에 동시 수상했다. 같은 해 일본 시리즈 1차전에서는 7회에 2루 도루와 3루 도루를 성공시켜 일본 시리즈 역대 6번째가 되는 한 이닝에서의 2개 도루를 달성했다. 그해에는 2경기에서만 유격수 포지션에도 투입돼 있었다.
이듬해 1987년 3월 31일, 한신과의 시범경기에서 나카다 요시히로가 던진 슈토를 따라가며 치려다가 투구에 맞으면서 오른쪽 집게 손가락에 개방골절되는 부상을 당했다. 튀어나온 뼈가 보일 정도의 심각한 부상으로 1군에 등록된 것은 7월 30일이었다. 이 해에는 51경기 출전에만 그쳤다. 요미우리 자이언츠와 맞붙은 일본 시리즈 6차전에서는 8회말 2아웃 상황에서 안타로 출루했고 이어지는 아키야마 고지가 중견수 앞에 떨어지는 안타를 날리자, 공을 잡은 워렌 크로마티의 느릿한 송구와 중간에 끼어든 가와이 마사히로가 타자 주자의 2루 진루를 경계하면서 3루 주자가 사각지대에 있던 틈을 놓치지 않고 단번에 1루에서 살아 돌아오며 홈을 밟았다. 우승 목전의 9회초 2아웃 상황에서는 타임을 요청해 울고 있던 1루수 기요하라 가즈히로를 위로해줬다.
1988년에는 전임이던 이시게 히로미치를 대신해서 세이부의 선수회장으로 임명됐고 오프에는 1,500만 엔이 상승한 연봉 4,300만 엔(추정치)으로 재계약을 맺었다. 그해부터는 2루수로서 7년 연속 골든 글러브상을 수상했고 1990년까지 3년 연속으로 전 경기 출전을 이뤘다. 1989년에 자신의 퍼시픽 리그에서 최초(사회인 출신으로서는 최초)로 3할 대의 타율을 달성했다.
이듬해 1990년 일본 시리즈 1차전에서는 3경기 연속으로 1번 타자로서의 첫 번째 타석에서 안타로 출루하여 모두 득점으로 연결됐다. 이후 4연승을 기록하며 일본 시리즈 우승에 큰 기여를 하여(4차전에도 1번 타자로서의 첫 번째 타석에서 볼넷으로 출루) 일본 시리즈 우수 선수상을 수상했다. 1991년 시즌 종료 후에는 연봉이 1억 1,100만 엔이 되면서 처음으로 연봉 1억 엔 대를 넘어섰다. 이듬해 1992년 일본 시리즈 최종전에서는 7회말 1사 만루 상황에서의 한방이 나오면 야쿠르트가 역전되는 상황에서 스기우라 도루가 때려낸 강력한 땅볼을 잡았고 홈에서 히로사와 가쓰미를 아웃시켰다. 위기 상황을 면하게 하는 활약으로 팀의 일본 시리즈 우승에 공헌했다.
1993년에는 허리 통증으로 뒤늦게 합류하여 팀도 4월에는 저조했다가 상반신의 힘을 빼고 하반신으로 타이밍을 맞추는 타격 폼을 교정한 적도 있어서 타율 0.319를 기록하여 데뷔 후 처음으로 타격 부문 타이틀인 수위 타자를 차지했다. 연봉은 3,900만 엔이 상승한 1억 7,200만 엔(추정치)이 됐다. 이렇게 팀과 함께 원숙기를 맞이했지만 1995년에는 허리 통증도 있어서 시즌 전반기에는 출전 기회가 줄어들었고 타격 성적도 침체되는 극심한 부진을 겪었다. 당시 2억 엔(추정치)이라는 높은 연봉 문제와 젋은 선수들을 중심으로 팀을 구성하려는 팀내 사정으로 방출 통보를 받았다. 긴테쓰 버펄로스와의 최종전 전날에 감독 히가시오 오사무와 본부장 우라타 나오지부터 감독실에 불려가 본인의 의사를 전혀 확인하지 않고 2군 수비 주루 코치를 맡아달라고 요청한 경위도 있었지만 현역 생활을 계속하겠다는 입장을 나타내며 자유 계약이 됐다.
세이부에서 퇴단한 이후에는 야쿠르트 스왈로스 감독 노무라 가쓰야와 지바 롯데 마린스 단장 히로오카로부터 각각 입단 요청을 받았다. 야쿠르트는 5,000만 엔, 지바 롯데는 8,000만 엔의 연봉을 제시했지만 먼저 제의를 해온 것과 노무라 밑에서 야구를 공부하고 싶다는 마음에서 결국 야쿠르트에 입단하기로 결정했다.

#### 야쿠르트 스왈로스 시절
이적 1년째인 1996년에는 스프링 캠프에서 젊은 선수와 같은 메뉴로 훈련을 하고, 시범 경기인 2월 25일 첫 경기에서부터 출전했다. 그러나 피로 등으로 인해 시범 경기에서의 타율은 0.227로 저조했고 더욱이 4월 7일 요코하마와의 경기를 앞둔 연습에서 오른손 집게손가락이 골절되는 부상을 당했다. 부상에서 복귀한 5월 10일 주니치 드래건스전에서 맹타상을 기록했고 이후에는 안타를 지속적으로 때려냈다. 규정 타석에는 도달하지 못하지만 6월 상순에는 4할 가까운 타율로 올스타전에도 출장했다. 후반기 규정 타석이 도달된 후에는 서서히 타율이 떨어지면서 개인 최고 타율인 0.333을 기록했다. 불과 7리 차이로 알론조 파웰에게 미치지 못했고 센트럴·퍼시픽 양대 리그에서의 수위 타자가 되지는 못했다.
1997년에는 다시 한번 수위 타자 경쟁을 목표로 해서 좋은 출발을 보였고 시즌 초반에는 타격 성적이 10위권 내에 진입할 정도의 뚜렷한 활약을 보이곤 있었지만 체력이 급격하게 저하되면서 하강선을 그렸다. 선발 출전 기회가 줄어든 여름 이후에는 대타 등도 경험하면서 이나바 아쓰노리에게 타격 이론, 미야모토 신야에게 수비에 대한 조언을 하는 등 젋은 선수들을 지원하는 역할도 담당하게 됐다. 이듬해 1998년에는 1루수로서 4경기에 출전하여 12년 만에 2루수 이외의 수비에도 올랐으며 타수는 적었지만 타율이 3할 4리로 대타의 중요한 존재 같은 역할을 맡았다. 1999년에는 스프링 캠프에서 왼쪽 어깨를 다쳤고 그 후에도 왼쪽 옆구리나 왼쪽 허벅지 등의 통증이 지속되자, 프로 입문 이후 가장 적은 17경기 출전에 그쳐 그 해를 마지막으로 현역에서 은퇴했다.

### 그 후

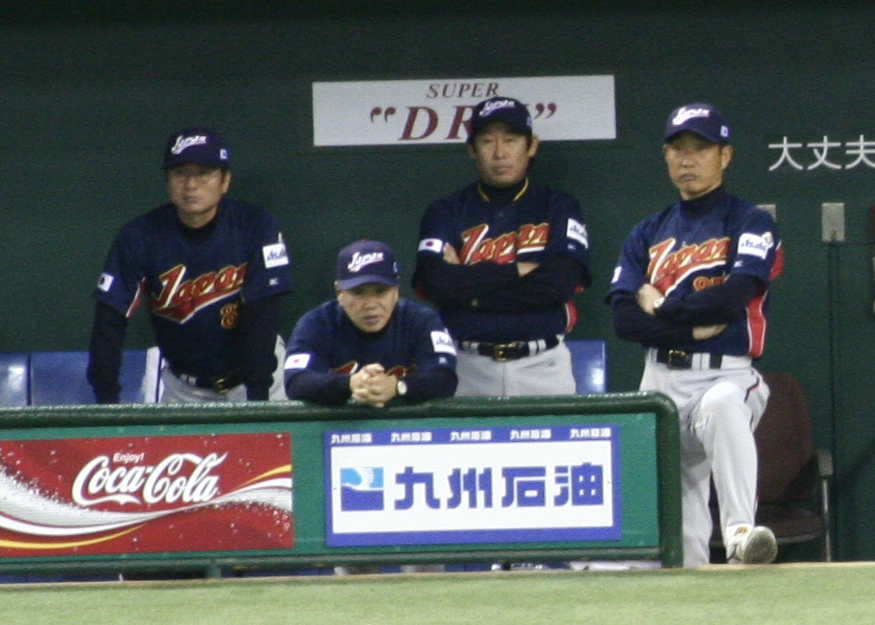
2006년 월드 베이스볼 클래식 일본 국가대표팀 코칭 스태프들의 모습, 맨 오른쪽이 쓰지 하쓰히코

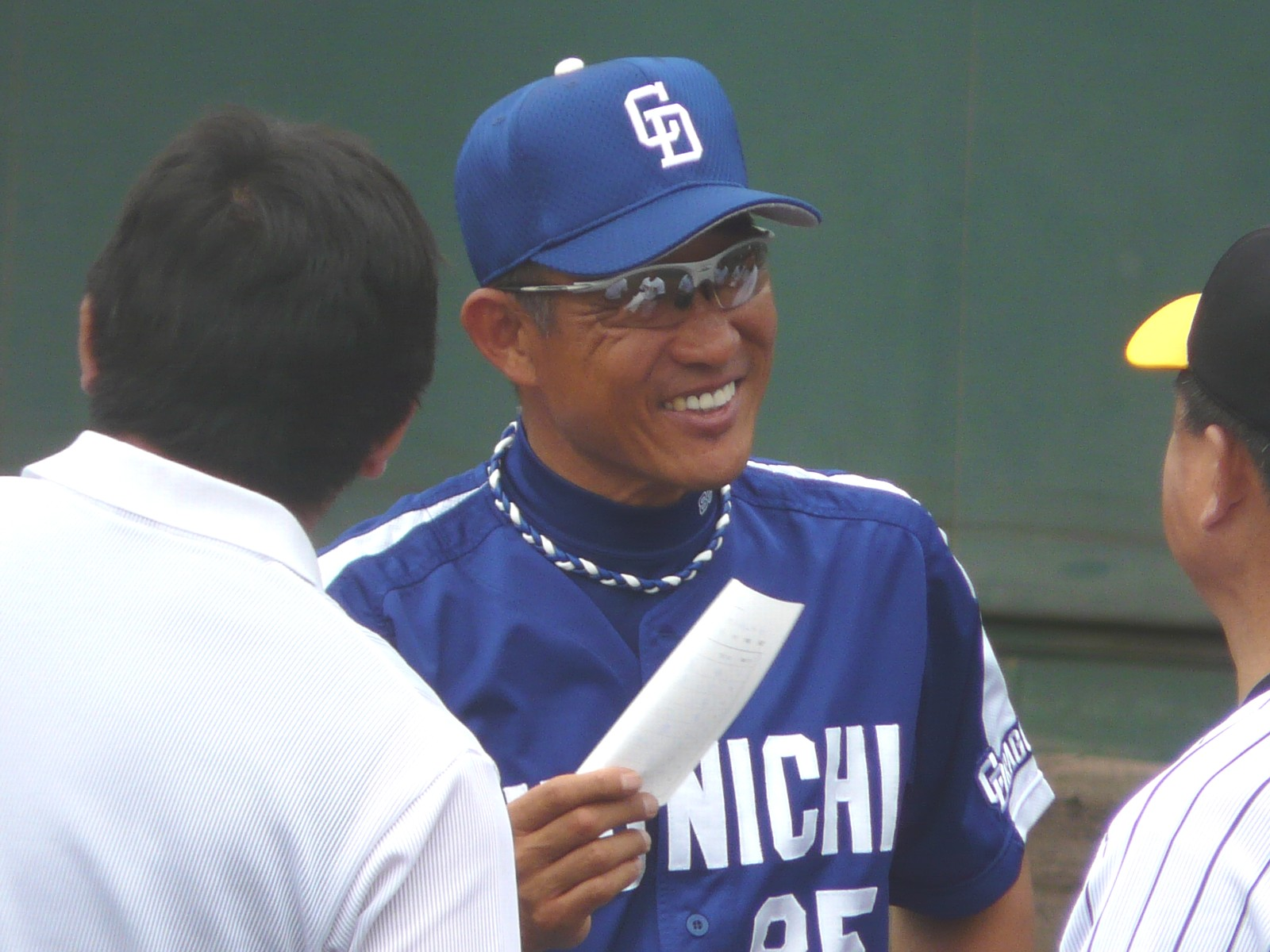
주니치 2군 감독 시절(2008년 6월 26일, 한신 나루오하마 구장에서)

현역에서 은퇴한 후에는 2000년부터 2년 간 야쿠르트에서 2군 수비·주루 코치를 맡았다. 2002년부터는 요코하마 베이스타스에서 1군 수비·주루 코치를 2년 간 맡으면서 2루수인 다네다 히토시나 유격수 이시이 다쿠로의 대기 선수였던 우치카와 세이이치의 수비 등을 단련하면서 길러냈다. 하지만 팀 전체적으로 실책 수가 큰 폭으로 늘면서 2년 연속 최하위로 떨어지는 등의 침체를 겪었다. 2004년에는 요코하마 2군 타격 코치로 자리를 옮겼고 2005년부터는 TV 사이타마, NHK-BS의 야구 해설자 및 닛칸 스포츠 야구 평론가를 맡았다.
2006년에는 제1회 월드 베이스볼 클래식 일본 대표팀 내야 수비·주루 코치(3루 베이스 코치)를 맡았다. 대회 기간 중에는 펑고 훈련 뿐만 아니라 타격 투수 등도 했다. 월드 베이스볼 클래식에서 수비가 인상에 남은 유격수로서 박진만을 꼽았다. 11월 1일에 주니치 드래건스 2군 감독으로 취임했다.
2007년에는 부임 1년 차에 웨스턴 리그 우승과 팜 일본 선수권 제패를 이뤘고, 9월 29일에 열린 팜 일본 선수권에서 요미우리 자이언츠를 누르고 정상에 올랐다. 2008년에는 팀 성적이 좋진 않았지만 2009년 시즌에서는 야마모토 마사, 이노우에 가즈키 등과 같은 베테랑 선수들의 활약과 1군에서 많이 경험한 젊은 선수들의 활약도 있어 2년 만에 웨스턴 리그와 팜 일본 선수권을 제패했다.
2010년에는 1군 종합 코치로 이동하여 모리 시게카즈 수석 코치와 함께 야수 부문의 수석 코치격으로서 오치아이 히로미쓰 감독을 지원했다. 2011년 시즌 도중부터는 1군 외야 수비 주루 코치인 도마시노 세이지를 대신해서 3루 베이스 코치도 담당했다. 2011년 시즌 종료 후 계약 만료에 의해서 주니치를 퇴단했다.
2012년부터는 TV 사이타마, NHK-BS의 야구 해설자를 맡았고, 2013년에는 BS FOX(FOX SPORTS 재팬)의 해설자로서도 출연했다. 2013년 10월 22일에는 2014년 시즌부터 1군 내야 수비·주루 코치로서 주니치 드래건스에 복귀했다는 사실이 발표됐다.
2015년에는 1군 야수 종합 코치로 직함이 변경됐지만 팀은 5위를 기록하며 침체됐고 실책은 12개 구단 가운데 최다인 94개를 기록해 홈구장이 인공잔디로 꾸민 나고야 돔으로 옮기고 난 이후 최다 실책이 되는 불명예를 안게 됐다. 이듬해 2016년에는 2군 야수 종합 겸 내야 수비 코치로 이동됐고 시즌 중인 8월 9일에 다니시게 모토노부 감독이 성적 부진에 대한 책임을 지고 물러남에 따라 감독 대행이 된 모리 시게카즈를 지원하기 위해 수석 코치격인 1군 작전 겸 내야 수비 코치로 보직 이동됐다.

### 세이부 감독 시절
2016년 시즌 종료 후, 선수 시절 친정팀인 사이타마 세이부 라이온스 감독으로 취임하여 내야 수비 주루 코치로 바바 도시후미를 초빙했다. 이듬해 2017년 시즌에는 야마카와 호타카, 도노사키 슈타, 신인 겐다 소스케 등 젊은 선수들이 두각을 나타냈고 선수의 주루·수비 의식을 몸에 익히는 방침 덕분에 득점·실책수 개선(득점: 619→690, 실책: 101→88)에도 성공했다. 8월 5일에 팀으로서는 59년 만에 13연승을 기록했다. 8월까지는 3위 자리를 유지했으나 9월부터 도호쿠 라쿠텐 골든이글스와의 2위 경쟁에서 누르고 팀을 4년 만의 A클래스 진입에 성공하여 리그 2위(79승 3무 61패) 달성에 공헌했다. 포스트 시즌인 클라이맥스 시리즈 퍼스트 스테이지에서 라쿠텐과 맞붙었지만 1승 2패로 패하면서 시즌을 마쳤다.
2018년에는 팀을 개막 후 1년간 선두 자리를 내놓지 않았다. 9월 30일에 후쿠오카 소프트뱅크 호크스가 패함에 따라 2008년 이래 실로 10년 만의 리그 우승을 결정지었다. 하지만 메트라이프 돔에서 열린 클라이맥스 시리즈 파이널 스테이지에서는 2위 팀이던 소프트뱅크에게서 어드밴티지를 포함한 2승 4패로 패하여 일본 시리즈 진출에는 실패했다. 이날 경기 후 메트라이프 돔에서 열린 팬들과의 시즌 마지막 인사에서는 감정에 북받치듯 끝내 눈물을 흘렸고 “억울하다. 설마 오늘 2018년 시즌이 끝나게 될 줄은 생각도 못했다. 지난해의 아쉬움이 올해 성장으로 이어졌다. 또한 이 패배를 계기로 선수들은 힘을 모아 내년 시즌을 향해 나아갔으면 좋겠다”고 말했다.
2019년에는 전년도와 대조적으로 개막 이후부터 선두 자리에 오르지 못하는 날들이 계속 이어졌다. 투수진의 거듭된 부진으로 우여곡절을 겪는 날들이 계속됐지만 점차 컨디션을 끌어올리면서 9월 11일에 최대 8.5경기차였던 소프트뱅크와의 승차를 역전, 130경기 만에 시즌 첫 선두 자리에 올랐다. 또한 시즌에서 뒤늦게 선두 자리에 처음으로 오르게 된 것은 2001년 세이부의 129경기째를 제치는 퍼시픽 리그 기록이었다. 이후 매직넘버 2로 맞이한 9월 24일, 142경기째에서 세이부의 매직넘버 대상팀인 소프트뱅크가 패하는 바람에 세이부가 승리함에 따라 2년 연속 퍼시픽 리그 우승을 확정지었다. 구단의 연속 우승은 1997년, 1998년의 히가시오 오사무 감독 시절 이래 21년 만의 쾌거였다. 하지만 클라이맥스 시리즈에서는 전년도와 마찬가지로 소프트뱅크에게 전패를 당했다.
2020년에는 전년도 홈런왕 야마카와, 수위 타자 모리 도모야, 타점왕 나카무라 다케야 등 득점의 중심이 갖추어졌는데도 불구하고 기대 이하의 부진으로 침체되는 예상치 못한 상황에 몰린 적도 있었다. 그래도 프로 3년차인 다이라 가이마가 팀내 마무리로 활약하여 신인왕을 차지하는 등 중간 계투진의 활약에 힘입어 10월 27일 라쿠텐전에서는 구단 역사상 두 번째로 가장 빠른 기록인 감독 통산 300승을 달성했다. 11월 8일에 2위 지바 롯데와의 맞대결에서 패하여 3위로 확정됐다. 하지만 그해 퍼시픽 리그 클라이맥스 시리즈는 파이널 스테이지만으로 개최했기 때문에 팀은 2016년 이후 4년 만에 클라이맥스 시리즈 진출에는 실패했다.
2021년에는 시즌 초반에 구리야마 다쿠미, 야마카와, 도노사키, 겐다 등 주력 선수들이 잇따라 등록이 말소됐다. 신인이던 와카바야시 가쿠토가 5월 하순까지 20도루를 기록하는 등의 활약을 보였으나 왼쪽 무릎 전방십자인대 파열로 전력에서 이탈하여 팀 득점은 리그 5위, 팀 타율과 홈런도 리그 4위에 그쳤다. 투수진도 개막 이후부터 수호신을 맡은 마스다 다쓰시의 부진 등이 겹쳐 팀 평균자책점과 실점은 모두 리그 최하위에 그쳤다. 모든 경기를 소화한 10월 26일 시점에서는 5위였지만 같은 달 30일 닛폰햄이 지바 롯데에게 승리함으로써 팀이 도코로자와로 이전한 1979년 이후 42년 만에 최하위로 마감했다. 자력 우승 가능성이 사라진 10월 5일, 이번 시즌을 끝으로 쓰지의 퇴임이 유력하다는 일부 언론 보도가 있었지만 같은 달 26일에는 구단측이 2022년 시즌에 연임하기로 공식 발표했다.
2022년 7월 6일 오릭스 버펄로스전(교세라 돔 오사카)에서 승리하여 감독 통산 400승을 달성했다. 작년까지 4년 연속 최하위 평균 자책점으로 침체돼 있던 투수진을 리그 1위인 평균 자책점을 2.76까지 끌어올리면서 작년에 최하위였던 팀도 7월엔 선두로 올라섰지만, 9월에 들어서자 내리 7연패를 당하는 등 우승 경쟁에서 밀려 최종적으로 3위가 됐다. 클라이맥스 시리즈 퍼스트 스테이지에서 2위 소프트뱅크에게 패하여 클라이맥스 시리즈 탈락이 결정된 10월 9일에 구단에서 용퇴라는 형태로 경기 전에 퇴임 소식이 전해짐에 따라 경기 후 감독직 사임 의사를 밝혔다.

### 세이부 감독 퇴임 후
2023년부터는 TV 사이타마·TV 아사히(주로 BS아사히에 의한 세이부전이며, 일부 경기는 간토 지역 로컬의 지상파에서도 방송)·세이부 구단 제작 중계·BS 후지·닛폰 TV(게스트)·분카 방송(게스트로 취급하면서 세이부가 관여하지 않은 경기를 포함한 원정팀 지역국으로의 전송도 담당)의 야구 해설자와 스포츠 닛폰의 야구 평론가로서 활동을 재개했다.

## 플레이 스타일

### 타격
사회인 야구 시절에는 4번 타자를 맡았지만 세이부 라이온스에서는 ‘AKD포’의 곁을 지키는 조연역(1980년대는 주로 9번, 1990년대에 들어서는 주로 1번)을 맡아 수위 타자도 달성했다.
1kg이 넘는 무거운 방망이를 짧게 잡고, 마음 내키는대로 공을 때려내는 타입이었다고 스스로 평가했다. 실제 야쿠르트에서 활약할 당시 감독이던 노무라 가쓰야로부터 노리는 공을 얻어내는 방법이나 볼카운트에 따른 대처법 등 머리를 써야하는 부분을 미팅에서 전달받았지만 잘 이해하지 못해서 그걸 그대로 말했다가 ‘너한테는 필요도 없겠다’라는 말까지 들었다고 한다.
야쿠르트에 소속될 당시 감독이던 노무라 가쓰야가 탄식할 정도로 번트는 서툴렀고, 번트 대신 인코스에서도 오른쪽 방향으로 땅볼을 칠 수 있는 기술을 연마했다.
현역 시절, “퍼시픽 리그의 투수는 2, 3선발도 구위가 좋은데 비해 센트럴 리그 투수는 변화구 위주로 낮게 던진다”라고 말한 바 있다. 이 경향에 관해서는 당시 센트럴 리그 쪽의 구장이 좁고 홈런이 쉽게 나왔기 때문은 아닐까라고 분석했다.

### 수비
2루수로서 역대 최다인 8차례의 골든 글러브상을 수상했고 수비는 일본 프로 야구 역사에 있어서도 정상의 레벨에 있다. 수비할 때는 투수가 맞춰 잡은 타구를 안타로 허용하지 않고 확실히 아웃을 처리하는 것이 야수의 책임이라고 생각하여 기본적으로는 자세를 낮춰 수비를 했다.
 앞쪽으로 굴러오는 땅볼에 달려들어 처리하는 것 등은 3루수 시절의 경험이 살렸다고 한다. 땅볼에 대해서는 ‘어쨌든 앞서서 잡으러 간다’라는 자세를 가진 소유자이다. 이유는 ‘볼이 바운드 되는 횟수가 줄어드는 만큼 불규칙 바운드가 일어날 확률이 줄어들기 때문에’라는 견해를 밝혀 지금도 자신이 수비를 지도할 때는 반드시 그렇게 설명한다.
극단적인 포지셔닝은 좋아하진 않았지만 타자의 타구 경향이나 포수의 사인에서 항상 타구의 방향은 예측하고 있었다. 전성기때는 공을 치기 직전에 방망이의 각도로부터 타구 방향을 판단할 수 있었다고 한다. 어깨는 그리 강하지 않았고 세이부에서의 말년에는 어깨가 강한 것으로 유명한 마쓰이 가즈오가 유격수로 설 경우에는 우중간의 타구도 마쓰이가 중간에 끼어든 만큼의 플레이를 할 정도였지만 한발 빠른 움직임이나 판단력으로 커버했다.
2루수라는 포지션에 대해서는 송구 방향이 좌우로 걸쳐지면서 도루 시에는 타이밍을 정확히 응시하고 베이스에 들어가고, 거기에 외야수의 수비 위치에 따라 타구를 쫓는 범위가 달라지는 등 높은 집중력과 순간적인 판단력이 요구된다고 말했다. 타구에 항상 집중하고 있었기 때문에 현역 은퇴 후 타격 연습에서 수비로 들어가 있어도 조건 반사로 목소리가 나왔다고 한다. 내야의 의사소통을 위해 2루수와 유격수 사이를 고정해야만 한다고 생각하여 자신과 호흡이 잘 맞는 유격수로 미야모토 신야와 나라하라 히로시 등을 꼽았다. 현역 시절 당시 중요시된 사인 도둑질에 대해선 곤도 아키히토에게서 기술을 배워 플레이 도중에 수비 위치로 자기 팀에게 알리곤 했다. 쓰지와 이시게로 완성되는 6-4-3, 4-6-3의 2루수와 유격수 사이의 더블 플레이는 분카 방송의 《라이온스 나이터》에서는 ‘핫짱 더블’(はっちゃんダブル)이라고 묘사했다.
선수의 눈으로 본 가장 좋은 구장으로서 당시 내야가 흙이었던 그린 스타디움 고베를 꼽았다. 흙바닥의 내야에서는 2루수와 유격수 사이로 날라온 타구에 대해 오른발을 미끌리며 감속하면서 정면에서 잡히지만 인공잔디에서는 스파이크가 멈춰버리기 때문에 가능한 한 앞에서 스탭으로 잡는다던가 역스탭으로 포구하는 기회가 늘어났다고 한다.

### 글러브
프로 입문 후 야마자키 히로유키에게서 소개받은 것을 계기로 구보타 운동용품점 후쿠오카 지점장인 에가시라 시게토시에게 글러브 제작을 의뢰하여 은퇴할 때까지 관계는 지속됐다. 현역 시절 16년 간 연습에는 많은 글러브를 사용했지만 경기에서 사용한 것은 5개 정도로 평균 3 ~ 4년, 길게는 5년 사용한 글러브도 있다. 아울러 이렇듯 적은 수의 글러브를 가능한 한 장기간 사용하게끔 한 것은 팀 동료이자 같은 내야수였던 유키자와 히사타카의 영향도 있었다.
포구 후 곧바로 던질 수 있도록 손바닥으로 타구를 받는 것을 기본으로 하고 감각을 중시하여 글러브의 손바닥 부분은 통상보다 훨씬 얇아져 있다. 다른 프로 야구 선수가 보면 아플 것 같다는 등의 얇은 두께였다고 한다. 타구나 터치 플레이시에는 높게 잡고 경우에 따라서는 두터운 부분으로 잡는 등 면의 전부가 사용할 수 있는 것을 이상적인 것으로 하여 엄지와 새끼 손가락의 중심을 단단하게 하고 그 외에는 부드럽게 했다. 사이즈가 작았던 거 외에는 형상에 대한 특이점은 적었고 올바른 포구를 반복하는 사이에 적당한 형태가 됐다고 한다. 현역 마지막 2년 간은 수비 범위의 감소를 커버하기 위해 큰 글러브를 사용했다.
취급엔 주의를 기울여 새 글러브는 공을 안에 넣고 줄로 묶어 물에 적신 후 그늘에 말려 기름을 바르는 공정을 반복해 부드럽게 된 것을 연습으로 길들여 대략 반년에 걸쳐 사용가능한 상태로 만들었다. 열을 품은 인공잔디에서 연화하거나 비에 젖는 것을 싫어해 지면에 가급적 닿게 하지 않고 형태를 무너뜨리지 않게끔 손가락의 부분을 아래로 향해서 세워뒀다. 글러브가 무거워지기 위해서 기름은 되도록 바르지 않고 비오는 날의 경기 다음날에 한해서 건조 박스에 하룻밤 넣어두고 나서 기름을 발랐다.
포구면을 넓게 사용하기 위해서 새끼 손가락의 힌지 부분에 세 가닥의 끈을 넣는 독특한 끈의 통하는 방법은 이름을 본떠 ‘쓰지 토지’(辻トジ)라고 불렸고 후쿠라 준이치, 바바 도시후미, 토니 베르나자드, 이마오카 마코토 등 여러 선수가 같은 형상의 글러브를 사용했다. 현재까지도 구보타 운동용품점은 이 명칭을 사용하고 있다.

## 개인에 대한 평가

### 선수로서
1980년대 후반부터 1990년대 전반의 세이부 라이온스 황금 시대에 걸쳐 이시게 히로미치와 함께 철벽 수비를 가능케 해준 상징적 선수이다. 예전에 노무라 가쓰야는 과거 현재를 포함한 일본 프로 야구에 있어서의 베스트 나인에 대한 질문을 받았을 때 유명한 대선수를 제치고 쓰지를 주전 2루수로 꼽았다. 치바 시게루는 수비가 능숙하고 사인을 가로채는 빠른 발의 분위기 메이커이며 ‘최고의 프로 성향의 일꾼’이라고 평가했다.

### 감독으로서
세이부가 3년 연속 B클래스(4위~6위)로 침체를 겪고 있는 와중에 감독으로 취임했지만 부임 1년 만에 팀을 2위로 끌어올렸고 2018년, 2019년에는 리그 우승 및 연패를 이뤄냈다. 단, 리그 우승에도 불구하고 정작 클라이맥스 시리즈 파이널 스테이지에선 후쿠오카 소프트뱅크 호크스에게 패하여 일본 시리즈 출전 경험은 거의 없다. 6년 간 5차례의 A클래스로 팀을 이끌었다.
잔기술을 특기로 삼았던 자신의 현역 시절과는 대조적으로 아키야마 쇼고, 아사무라 히데토, 구리야마 다쿠미, 나카무라 다케야, 야마카와 호타카, 모리 도모야, 도노사키 슈타 등 간판 타자가 즐비한 타선을 전면에 내세워 어쨌든 이기는 야구를 지향했다.
나카지마 히로유키의 퇴단 이후 고정되지 않은 유격수로 당시 신인이었던 겐다 소스케를 발탁한 것도 그의 업적 가운데 하나를 꼽을 수 있다. 겐다는 토요타 자동차 시절부터 수비에는 정평이 나 있었지만 타선에서는 9번을 맡아 한결같이 반대 방향으로 치라는 지도를 했다. 하지만 스스로 ‘끌어당기는’ 기술을 가르쳐 1년 간 끈기있게 지속적으로 기용한 끝에 겐다는 신인 유격수로선 처음으로 풀이닝 출전을 이뤄내며 퍼시픽 리그 신인왕을 차지하는 영예를 안았다. 그 후 겐다는 수년 간 주전 유격수로 활약하고 있다.
높은 타격 능력을 갖고 있으면서도 포수로서 수비에 어려움을 겪고 있던 모리를 계속 기용해 나갔다. 모리는 2018년에 다와타 신사부로, 2019년에 마스다와 함께 최우수 배터리상을 수상하여 마찬가지로 2019년에는 포수로서는 네 번째로 수위 타자를 차지했다.
드래프트 3위로 입단했는데도 2년 간 유격수로서 뚜렷한 성적을 남기지 못하고 있던 도노사키를 감독으로 취임하자마자 주로 외야나 2·3루에서 적극적으로 기용했다. 도노사키는 이후 2017년부터 3년 연속 두 자릿수 홈런을 기록했고 2019년에는 26홈런을 터뜨리며 팀의 리그 연패 달성에 기여했다.
한편 부임 2년차 이후에는 4년 연속으로 팀 평균 자책점이 최하위에 그칠 정도로 투수진을 정비하는 데는 어려움이 있었지만 감독으로서의 마지막 시즌인 2022년에는 코치진과 함께 투수진을 다시 재건하여 리그 1위의 평균 자책점을 기록했다.
‘감독은 특별한 존재다’ 라고 생각하길 원하지 않기 때문에 코치같은 감독이고 싶다고 자신의 ‘감독상’을 밝힌 적이 있다. 선수와의 소통을 중요시하며 훈련할 때는 젊은 선수들과 농담을 하는 경우도 있지만 한편으로 경기에 들어서면 뜨거워져서 선수들과 함께 싸우는 동지로 여기며 생각하고 있다.

## 에피소드
- 별명은 하쓰(ハツ), 핫짱(はっちゃん)이다.[64]
- 파친코 라이터로 활동하고 있는 쓰지 야스시는 장남이다.[65][66]

## 상세 정보

### 출신 학교
- 사가 현립 사가히가시 고등학교

### 선수 경력
- 닛폰 통운
- 세이부 라이온스(1984년 ~ 1995년)
- 야쿠르트 스왈로스(1996년 ~ 1999년)

### 지도자·기타 경력
지도자
- 야쿠르트 스왈로스 2군 수비·주루 코치(2000년 ~ 2001년)
- 요코하마 베이스타스 1군 수비·주루 코치(2002년 ~ 2003년)
- 쇼난 시렉스 2군 타격 코치(2004년)
- 제1회 월드 베이스볼 클래식 일본 국가대표팀 내야 수비·주루 코치(2006년)
- 주니치 드래건스 2군 감독(2007년 ~ 2009년)
- 주니치 드래건스 1군 종합 코치(2010년 ~ 2011년)
- 주니치 드래건스 1군 내야 수비·주루 코치(2014년)
- 주니치 드래건스 1군 야수 종합 코치(2015년)
- 주니치 드래건스 2군 야수 종합 겸 내야 수비 코치(2016년)
- 사이타마 세이부 라이온스 감독(2017년 ~ 2022년)

해설자
- TV 사이타마·NHK-BS 해설자(2005년 ~ 2006년, 2012년 ~ 2013년)
- 닛칸 스포츠 평론가(2005년 ~ 2006년)
- FOX SPORTS 재팬 해설자(2013년)

### 수상·타이틀 경력

#### 타이틀
- 수위 타자 : 1회(1993년)
- 최고 출루율 : 1회(1993년)

#### 수상
- 베스트 나인 : 5회(1986년, 1989년, 1991년 ~ 1993년) ※2루수 부문
- 골든 글러브상 : 8회(1986년, 1988년 ~ 1994년) ※2루수 부문이며, 해당 부문에서의 8회 수상은 기쿠치 료스케에 이은 역대 2위, 퍼시픽 리그 최다 기록이다. 7년 연속 수상도 역대 2위, 퍼시픽 리그 최장 기록
- 월간 MVP : 1회(1993년 8월) ※야수 부문
- 일본 시리즈 우수 선수상 : 2회(1990년, 1994년)
- 퍼시픽 리그 최우수 감독상 : 2회(2018년, 2019년)

### 개인 기록

#### 첫 기록
- 첫 출장 : 1984년 4월 3일, 대 롯데 오리온스 1차전(세이부 라이온스 구장), 1회초에 마쓰누마 마사유키(정찰 요원)를 대신해 3루수로서 출장, 2타수 무안타(투수: 스티븐 셜리)
- 첫 선발 출장 : 1984년 4월 26일, 대 한큐 브레이브스 6차전(한큐 니시노미야 구장), 9번·유격수로서 선발 출장
- 첫 안타·첫 타점 : 상동, 4회초에 나가모토 히로아키로부터 우전 적시타
- 첫 도루 : 상동, 4회초에 2루 안착(투수 : 나가모토 히로아키, 포수 : 후지타 히로마사)
- 첫 홈런 : 1984년 5월 26일, 대 한큐 브레이브스 11차전(한큐 니시노미야 구장), 4회초에 미야모토 시로로부터 2점 홈런

#### 기록 달성 경력
- 통산 1000경기 출장 : 1993년 6월 2일, 대 후쿠오카 다이에 호크스 9차전(후쿠오카 돔), 1번·2루수로서 선발 출장 ※역대 310번째
- 통산 1000안타 : 1993년 10월 5일, 대 긴테쓰 버펄로스 23차전(후지이데라 구장), 4회초에 에사카 마사아키로부터 투수 강습 안타 ※역대 171번째
- 통산 1500경기 출장 : 1998년 6월 6일, 대 히로시마 도요 카프 10차전(이와테 현영 야구장), 2번·2루수로서 선발 출장 ※역대 122번째

#### 기타
- 올스타전 출장 : 9회(1986년, 1988년 ~ 1994년, 1996년)

### 등번호
- 5(1984년 ~ 1995년)
- 8(1996년 ~ 1999년)
- 84(2000년 ~ 2001년)
- 85(2002년 ~ 2004년, 2007년 ~ 2011년, 2014년 ~ 2022년)

### 연도별 타격 성적
| 연 도       | 소 속       | 경 기 | 타 석 | 타 수 | 득 점 | 안 타 | 2 루 타 | 3 루 타 | 홈 런 | 루 타 | 타 점 | 도 루 | 도 루 자 | 희 생 번 | 희 생 플 | 볼 넷 | 고 4 | 사 구 | 삼 진 | 병 살 타 | 타 율 | 출 루 율 | 장 타 율 | O P S |
| ----------- | ----------- | ----- | ----- | ----- | ----- | ----- | ------- | ------- | ----- | ----- | ----- | ----- | -------- | -------- | -------- | ----- | ---- | ----- | ----- | -------- | ----- | -------- | -------- | ----- |
| 1984년      | 세이부      | 41    | 108   | 91    | 13    | 19    | 5       | 0       | 3     | 33    | 10    | 2     | 1        | 6        | 0        | 9     | 0    | 2     | 13    | 3        | .209  | .294     | .363     | .657  |
| 1985년      | 세이부      | 110   | 310   | 251   | 45    | 69    | 11      | 4       | 5     | 103   | 35    | 27    | 3        | 15       | 5        | 29    | 0    | 10    | 26    | 2        | .275  | .366     | .410     | .776  |
| 1986년      | 세이부      | 130   | 497   | 425   | 65    | 126   | 19      | 5       | 7     | 176   | 57    | 35    | 15       | 23       | 5        | 36    | 0    | 8     | 63    | 7        | .296  | .359     | .414     | .773  |
| 1987년      | 세이부      | 51    | 136   | 125   | 9     | 25    | 5       | 1       | 2     | 38    | 9     | 10    | 1        | 4        | 0        | 5     | 0    | 2     | 21    | 2        | .200  | .242     | .304     | .546  |
| 1988년      | 세이부      | 130   | 460   | 419   | 45    | 110   | 19      | 1       | 3     | 140   | 39    | 13    | 12       | 9        | 1        | 28    | 0    | 3     | 51    | 5        | .263  | .313     | .334     | .647  |
| 1989년      | 세이부      | 130   | 490   | 437   | 58    | 133   | 12      | 5       | 3     | 164   | 52    | 33    | 7        | 9        | 5        | 33    | 1    | 6     | 33    | 9        | .304  | .358     | .375     | .733  |
| 1990년      | 세이부      | 130   | 498   | 421   | 59    | 112   | 17      | 2       | 3     | 142   | 39    | 31    | 9        | 22       | 2        | 45    | 0    | 8     | 38    | 4        | .266  | .347     | .337     | .684  |
| 1991년      | 세이부      | 129   | 571   | 498   | 61    | 135   | 27      | 2       | 8     | 190   | 43    | 16    | 6        | 20       | 2        | 44    | 0    | 7     | 48    | 13       | .271  | .338     | .382     | .719  |
| 1992년      | 세이부      | 123   | 553   | 474   | 66    | 135   | 23      | 4       | 6     | 184   | 48    | 23    | 7        | 11       | 1        | 59    | 0    | 8     | 38    | 6        | .285  | .373     | .388     | .761  |
| 1993년      | 세이부      | 110   | 501   | 429   | 68    | 137   | 26      | 5       | 3     | 182   | 31    | 14    | 6        | 10       | 5        | 51    | 1    | 6     | 37    | 4        | .319  | .395     | .424     | .819  |
| 1994년      | 세이부      | 105   | 458   | 412   | 63    | 121   | 21      | 1       | 4     | 156   | 45    | 9     | 5        | 2        | 5        | 35    | 1    | 4     | 51    | 4        | .294  | .351     | .379     | .730  |
| 1995년      | 세이부      | 107   | 370   | 307   | 31    | 73    | 8       | 2       | 2     | 91    | 20    | 7     | 8        | 13       | 1        | 45    | 0    | 4     | 30    | 4        | .238  | .342     | .296     | .638  |
| 1996년      | 야쿠르트    | 103   | 456   | 400   | 59    | 133   | 9       | 2       | 2     | 152   | 41    | 9     | 3        | 1        | 2        | 48    | 1    | 5     | 46    | 16       | .333  | .409     | .380     | .789  |
| 1997년      | 야쿠르트    | 85    | 308   | 279   | 33    | 73    | 10      | 1       | 2     | 91    | 18    | 6     | 2        | 6        | 1        | 17    | 1    | 5     | 37    | 12       | .262  | .315     | .326     | .641  |
| 1998년      | 야쿠르트    | 61    | 182   | 168   | 20    | 51    | 5       | 0       | 3     | 65    | 18    | 6     | 1        | 0        | 2        | 8     | 0    | 4     | 17    | 0        | .304  | .346     | .387     | .733  |
| 1999년      | 야쿠르트    | 17    | 58    | 51    | 4     | 10    | 0       | 0       | 0     | 10    | 5     | 1     | 0        | 1        | 0        | 6     | 0    | 0     | 7     | 2        | .196  | .281     | .196     | .477  |
| 통산 : 16년 | 통산 : 16년 | 1562  | 5956  | 5187  | 699   | 1462  | 217     | 35      | 56    | 1917  | 510   | 242   | 86       | 152      | 37       | 498   | 5    | 82    | 556   | 93       | .282  | .352     | .370     | .721  |

- 굵은 글씨는 시즌 최고 성적.

### 연도별 감독 성적

#### 정규 시즌
| 연도       | 소속       | 순위       | 경기 | 승리 | 패전 | 무승부 | 승률 | 승차                       | 팀 홈런                    | 팀 타율                    | 팀 평균자책점              | 연령                       |
| ---------- | ---------- | ---------- | ---- | ---- | ---- | ------ | ---- | -------------------------- | -------------------------- | -------------------------- | -------------------------- | -------------------------- |
| 2017년     | 세이부     | 2위        | 143  | 79   | 61   | 3      | .564 | 13.5                       | .264                       | 153                        | 3.53                       | 58세                       |
| 2018년     | 세이부     | 1위        | 143  | 88   | 53   | 2      | .624 | -                          | .273                       | 196                        | 4.24                       | 59세                       |
| 2019년     | 세이부     | 1위        | 143  | 80   | 62   | 1      | .562 | -                          | .265                       | 174                        | 4.35                       | 60세                       |
| 2020년     | 세이부     | 3위        | 120  | 58   | 58   | 4      | .500 | 15.5                       | .238                       | 107                        | 4.28                       | 61세                       |
| 2021년     | 세이부     | 6위        | 143  | 55   | 70   | 18     | .440 | 15.0                       | .239                       | 112                        | 3.94                       | 62세                       |
| 2022년     | 세이부     | 3위        | 143  | 72   | 68   | 3      | .514 | 3.5                        | .229                       | 118                        | 2.75                       | 63세                       |
| 통산 : 6년 | 통산 : 6년 | 통산 : 6년 | 835  | 432  | 372  | 31     | .537 | A클래스: 5회, B클래스: 1회 | A클래스: 5회, B클래스: 1회 | A클래스: 5회, B클래스: 1회 | A클래스: 5회, B클래스: 1회 | A클래스: 5회, B클래스: 1회 |

#### 포스트 시즌
| 연도   | 소속   | 경기명                                            | 상대팀                                       | 성적               |
| ------ | ------ | ------------------------------------------------- | -------------------------------------------- | ------------------ |
| 2017년 | 세이부 | 퍼시픽 리그 클라이맥스 시리즈 퍼스트 스테이지     | 도호쿠 라쿠텐 골든이글스 (퍼시픽 리그 3위)   | 1승 2패 = 탈락     |
| 2018년 | 세이부 | 퍼시픽 리그 클라이맥스 시리즈 파이널 스테이지(※1) | 후쿠오카 소프트뱅크 호크스 (퍼시픽 리그 2위) | 2승 4패 = 탈락(※2) |
| 2019년 | 세이부 | 퍼시픽 리그 클라이맥스 시리즈 파이널 스테이지(※1) | 후쿠오카 소프트뱅크 호크스 (퍼시픽 리그 2위) | 1승 4패 = 탈락(※2) |
| 2022년 | 세이부 | 퍼시픽 리그 클라이맥스 시리즈 퍼스트 스테이지     | 후쿠오카 소프트뱅크 호크스 (퍼시픽 리그 2위) | 0승 2패 = 탈락     |

※1 클라이맥스 시리즈 파이널 스테이지는 6경기제로 치르면서 먼저 4승을 거두는 팀이 우승하며, 리그 우승 팀에게 1승의 어드밴티지가 주어짐
※2 어드밴티지 1승을 포함

## 관련 정보

### 저서
- 쓰지 하쓰히코 (2000년 7월 1일). 《プロ野球勝つための頭脳プレー》 [프로 야구 이기기 위한 두뇌 플레이]. 세이슌 출판사. ISBN 978-4413018050.
- 쓰지 하쓰히코 (2012년 8월 2일). 《プロ野球 勝ち続ける意識改革》 [프로 야구 계속 이기는 의식 개혁]. 세이슌 출판사. ISBN 978-4413043694.
- 쓰지 하쓰히코 (2019년 5월 30일). 《観察する指揮官 「辻流」選手との接し方》 [관찰하는 지휘관 ‘쓰지류’ 선수와의 대하는 방식]. 베이스볼 매거진사. ISBN 978-4583112138.

### 관련 서적
- 니노미야 세이준 (2014년 4월). 《プロ野球の名脇役》 [프로 야구의 명조역]. 고분샤 신서. ISBN 9784334037925.

### 주해
1. ↑  2루수에 다카기 히로유키 등이 들어가게 돼서도 이러한 방법은 계속되고 있다.
2. ↑  이시게의 별명인 ‘하치’(ハチ)와 쓰지의 이름을 본뜬 것이다.
3. ↑  나중에 천연잔디로 바뀌었다.
4. ↑  유키자와는 대학 시절에 사용했던 글러브를 프로에 입문하고 나서도 ‘몸의 일부’라고 할 정도로 계속 애용해왔었고 특별히 전용 가방에 넣어 갖고 다니는 등 취급에는 사람의 일부처럼 신경을 썼다. 또한 쓰지는 후에 유키자와로부터 그것을 사용했던 글러브를 물려받았다.

### 출전
1. 1 2  아사히 신문, 2002년 1월 17일자 조간, 사가 지방면, p.25
2. ↑  《도시 대항 야구 대회 60년사》, 일본 야구 연맹·마이니치 신문사, 1990년
3. ↑  《사회인 야구 일본 선수권 대회 20년사》, 일본 야구 연맹·마이니치 신문사, 1994년
4. 1 2 3  《우시오》, 1991년 2월호, p.271
5. 1 2 3 4  《슈칸 베이스볼》, 2002년 8월 12일자, p.27
6. ↑  아사히 신문, 1985년 11월 20일자 조간 사회면, p.23
7. ↑  요미우리 신문, 1986년 10월 17일자 조간, p.19
8. ↑  《슈칸 베이스볼》, 1988년 4월 11일자, p.128
9. ↑  요미우리 신문, 1988년 12월 12일자 조간, p.18
10. ↑  《슈칸 베이스볼》, 1990년 11월 12일자(통권 1854호), p.129
11. ↑  마이니치 신문, 1993년 4월 26일자 석간, p.3
12. ↑  요미우리 신문, 1993년 9월 29일자 석간, p.3
13. ↑  마이니치 신문, 1993년 12월 20일자 조간, p.17
14. ↑  《슈칸 베이스볼》, 1996년 8월 2일자, p.26
15. ↑  《슈칸 베이스볼》, 1995년 12월 14일자, p.110
16. 1 2 3  《슈칸 베이스볼》, 1996년 11월 11일자, p.120
17. 1 2 3 4  《슈칸 베이스볼》, 2002년 8월 12일자, p.29
18. ↑  《슈칸 베이스볼》, 2006년 6월 19일자, p.5
19. ↑  《슈칸 베이스볼》, 2006년 6월 19일자, p.7
20. ↑  走塁ミス、落球で自滅　落合監督「不思議なゲーム」 보관됨 2016-04-26 - 웨이백 머신 - 스포츠 닛폰, 2011년 8월 24일
21. ↑  来季のスタッフについて 보관됨 2021-01-16 - 웨이백 머신 - 주니치 드래건스 공식 홈페이지, 2013년 10월 22일
22. ↑  データで見る2015ペナント／12球団一覧 - 닛칸 스포츠, 2015년 12월 29일
23. ↑  新監督直撃インタビュー古巣再建へ、西武・辻発彦監督　「大切なのは“アマチュア精神”なんですよ - 슈칸 베이스볼, 2016년 11월 13일
24. ↑  西武止まらない13連勝　58年西鉄以来59年ぶり - 닛칸 스포츠, 2017년 8월 5일
25. ↑  西武辻監督が悔し泣き「まさか今日終了するとは…」 - 닛칸 스포츠, 2018년 10월 21일
26. ↑  “森が満塁一掃Ｖ打！西武、１３０試合目でついに首位 鷹まくった０・５差”. 《SANSPO.COM》 (일본어). 2019년 9월 12일. 2019년 9월 14일에 원본 문서에서 보존된 문서. 2019년 9월 19일에 확인함.
27. ↑  “西武がリーグ優勝 パ最多23回目の頂点”. 《마이니치 신문》 (일본어). 2019년 9월 24일에 확인함.
28. ↑  “2020年 シーズン振り返り”. 《사이타마 세이부 라이온스》 (일본어). 2022년 2월 23일에 확인함.
29. ↑  “西武逆転劇が終幕…「しびれる所」で響いた層の薄さ”. 《닛칸 스포츠》 (일본어). 2020년 11월 8일. 2022년 2월 23일에 확인함.
30. ↑  “プロ野球・2020年シーズンの全日程発表 CSはセなし・パありに ｜ BASEBALL KING”. 《BASEBALL KING》 (일본어). 2020년 6월 15일. 2022년 2월 23일에 확인함.
31. ↑  “42年ぶりの最下位に沈んだ西武、投手陣の立て直しは復活への至上命題｜プロ野球2021振り返り・2022展望”. 《スポーティングニュース》 (일본어). 2022년 2월 1일. 2022년 2월 23일에 확인함.
32. ↑  “西武が42年ぶりの最下位に… 日本ハムは3年連続5位で栗山政権に幕を下ろす”. 《Full-Count》 (일본어). 2021년 10월 30일. 2022년 2월 23일에 확인함.
33. ↑  “【西武】辻発彦監督が辞任へ 後任は松井稼頭央２軍監督が有力…リーグ優勝が消滅、ＣＳ進出は可能性残す”. 《스포츠 호치》 (일본어). 2021년 10월 6일. 2022년 2월 23일에 확인함.
34. ↑  “西武辻監督続投「この大好きなチームが低迷してはいけない」Ｖ奪還目指す”. 《닛칸 스포츠》 (일본어). 2021년 10월 26일. 2022년 2월 23일에 확인함.
35. ↑  “西武2試合連続延長戦制す　森友哉V打で辻監督通算400勝”. 《【西日本スポーツ】 (nishinippon.co.jp)》 (일본어). 西日本新聞社. 2022년 7월 6일. 2022년 7월 7일에 원본 문서에서 보존된 문서. 2022년 7월 7일에 확인함.
36. ↑  “【西武】辻発彦監督の退任を発表…在任６年間でＡクラス５度「本当に幸せでした。やっぱり野球は楽しい」”. 《스포츠 호치》. 2022년 10월 9일. 2022년 10월 10일에 확인함.
37. 1 2 3  “【西武】辻発彦監督が退任　昨季最下位から巻き返すも９月に失速しV逸　後任は松井ヘッド有力”. 《닛칸 스포츠》 (일본어). 2022년 10월 9일. 2022년 10월 9일에 확인함.
38. ↑  “辻発彦監督勇退　西武・奥村剛球団社長に聞く”. 《산스포》 (일본어). 2022년 10월 9일. 2022년 10월 9일에 확인함.
39. ↑  “西武・辻監督が退任、就任２年目からリーグ連覇しチーム再建…後任はＯＢを軸に”. 《요미우리 신문 온라인》. 2022년 10월 9일. 2022년 10월 10일에 확인함.
40. 1 2 3  《우시오》, 1991년 2월호, p.273
41. ↑  辻発彦「西武は最強の“アマチュア野球”」 - 스포츠 커뮤니케이션즈, 2013년 5월 29일
42. ↑  《슈칸 베이스볼》, 1996년 11월 11일자, p.119
43. ↑  《슈칸 베이스볼》, 1996년 8월 26일자, p.26
44. 1 2 3 4  《슈칸 베이스볼》, 2005년 7월 25일자, p.21
45. ↑  《슈칸 베이스볼》, 2001년 5월 28일자, p.27
46. ↑  《슈칸 베이스볼》, 2005년 7월 25일자, p.22
47. ↑  《구장 이야기: 이 1권으로 구장의 모든 것을 알 수 있다!(B.B.mook - 스포츠 시리즈(338)》, 2005년(가와구치 가즈히사와의 대담에서 발췌)
48. ↑  《슈칸 베이스볼》, 2005년 7월 25일자, p.20
49. 1 2 3 4 5  《슈칸 베이스볼》, 2000년 6월 19일자, p.19
50. ↑  《슈칸 베이스볼》, 1999년 11월 1일자, p.110
51. ↑  《우시오》, 1991년 2월호, p.272
52. ↑  “西武、パＣＳ初の屈辱…１位チームが４連敗　短期決戦の弱さ露呈で２年連続敗退”. 《데일리 스포츠》. 2019년 10월 13일. 2022년 2월 23일에 확인함.
53. ↑  “変えるのは選手でなく自分 辻監督にみる将の心得（写真=共同）”. 《니혼케이자이 신문》. 2018년 10월 28일. 2022년 2월 23일에 확인함.
54. ↑  中川充四郎 (2017년 10월 22일). “【西武】辻監督「1点どうぞ」の采配が生んだ好成績”. 《분슌 온라인》. 2022년 2월 23일에 확인함.
55. ↑  “西武の“人材難”を解消した新人王・源田、記録と記憶に残る1年を振り返る”. 《Full-Count》. 2017년 11월 21일. 2022년 2월 23일에 확인함.
56. ↑  “議論呼ぶ森友哉の外野起用…石井一、平尾の西武OBは「賛成」 ｜ BASEBALL KING”. 《BASEBALL KING》. 2015년 5월 25일. 2022년 2월 23일에 확인함.
57. ↑  “「2018プロ野球最優秀バッテリー賞」表彰式に多和田投手、森選手が出席”. 《사이타마 세이부 라이온스》. 2018년 12월 12일. 2022년 2월 23일에 확인함.
58. ↑  “増田投手・森選手「2019プロ野球最優秀バッテリー賞」受賞！”. 《사이타마 세이부 라이온스》. 2019년 10월 9일. 2022년 2월 23일에 확인함.
59. ↑  “西武森、捕手史上4人目の首位打者 野村克也以来54年ぶり快挙に歓喜「内容あった」”. 《Full-Count》. 2019년 9월 29일. 2022년 2월 23일에 확인함.
60. ↑  “西武・外崎修汰 攻撃の選択肢を増やす貴重な存在 | 野球コラム”. 《週刊ベースボールONLINE》 (일본어). 2017년 10월 15일. 2024년 1월 4일에 확인함.
61. ↑  “【西武】辻発彦監督が見た投手陣の変化「みんな意識が高く」４年連続チーム防御率最下位から逆襲に期待”. 《스포츠 호치》 (일본어). 2022년 2월 9일. 2022년 2월 23일에 확인함.
62. ↑  “西武ファンに大人気“＃辻監督と愉快な仲間たち” 　発端は実は辻発彦監督　選手との距離感や理想の監督像とは？”. 《닛테레 NEWS》. 2022년 7월 24일. 2022년 10월 10일에 확인함.
63. ↑  “選手をグラウンドに気分よく送り出すことが監督の仕事――辻 発彦（埼玉西武ライオンズ監督）”. 《経済界ウェブ》. 2018년 4월 26일. 2022년 10월 10일에 확인함.
64. ↑  “辻発彦は西武に入団してすぐバットを短く持つようになった。石毛宏典が振り返る、黄金世代の「鉄壁セカンド」が育つまで”. 《web Sportiva》 (일본어). 2022년 12월 21일. 2022년 12월 21일에 확인함.
65. ↑  オヤジおめでとう！西武・辻監督長男、ヤスシ氏が祝福メッセージ - 산케이 스포츠, 2018년 10월 1일
66. ↑  西武監督の息子はパチスロライター「家でのオヤジは…」 보관됨 2022-09-23 - 웨이백 머신 - 아사히 신문 디지털, 2018년 10월 1일(유료 회원 한정 기사)